# Дахау (концентраційний табір)
Даха́у (нім. Dachau) — один із перших нацистських концтаборів у Південній Німеччині, був розташований поблизу однойменного баварського міста на відстані 12 миль від Мюнхена і діяв з 22 березня 1933 року.

## Історія
Табір був створений одразу після підпалення Райхстагу для ізоляції та знищення політичних противників НСДАП і перебував у повному підпорядкуванні СС. Це був перший табір СС, на відміну від інших раніш створених концтаборів Третього Рейху, які знаходилися у підпорядкуванні СА. Після цього влада над всіми концтаборами поступово перейшла від СА до СС.
У Дахау «лікарі» та «вчені» СС проводили так звані «медичні експерименти» над сотнями в'язнів, яких використовували як людських «морських свинок». Між 1941 та 1942 роком було проведено близько 500 таких операцій над здоровими людьми. Експерименти з малярії примусово проводилися доктором Шиллінгом над близько 1200 особами, з котрих ніхто на це не зголосився добровільно. Жертв кусали комахи або їм давали заразні малярійні зі спорозоїтами уколи. Інші тести, проведені доктором Рашером, полягали у вивченні ефекту довгого занурювання людини в дуже холодну льодяну воду — більшість жертв помирало при температурі −26 °C.
Усього понад 200 000 в'язнів з понад 30 країн перебували в Дахау, з них близько третини — євреї. У Дахау загинули 32 099 в'язнів і ще майже 10 000 в його філіях, головним чином від хвороб, недоїдання, самогубств, убивств, тортур тощо. До кінця війни в Дахау утримувався німецький антифашист, пастор протестантської церкви Мартін Німеллер, автор крилатого виразу «Коли вони прийшли...».
29 квітня 1945 року табір Дахау було звільнено військами США.

## Відомі в'язні
- Алоїз Андрицький — блаженний Католицької церкви, священик, мученик. Перший лужичанин, прославлений Католицькою церквою.
- Зденек Адла — чеський письменник.
- Мартін Німеллер — пастор протестантської церкви, автор крилатого виразу «Коли вони прийшли...».
- Курт Шушніг — австрійський політик.
- Леопольд Фіґль — австрійський політик.
- Віктор Франкл — австрійський психолог.
- Георгій Харпак — французький Нобелівський лауреат українського єврейського походження.
- Нікос Захаріадіс — грецький комуніст.
- Адам Баргельський — польський блаженний католицької церкви, священник.

## Галерея

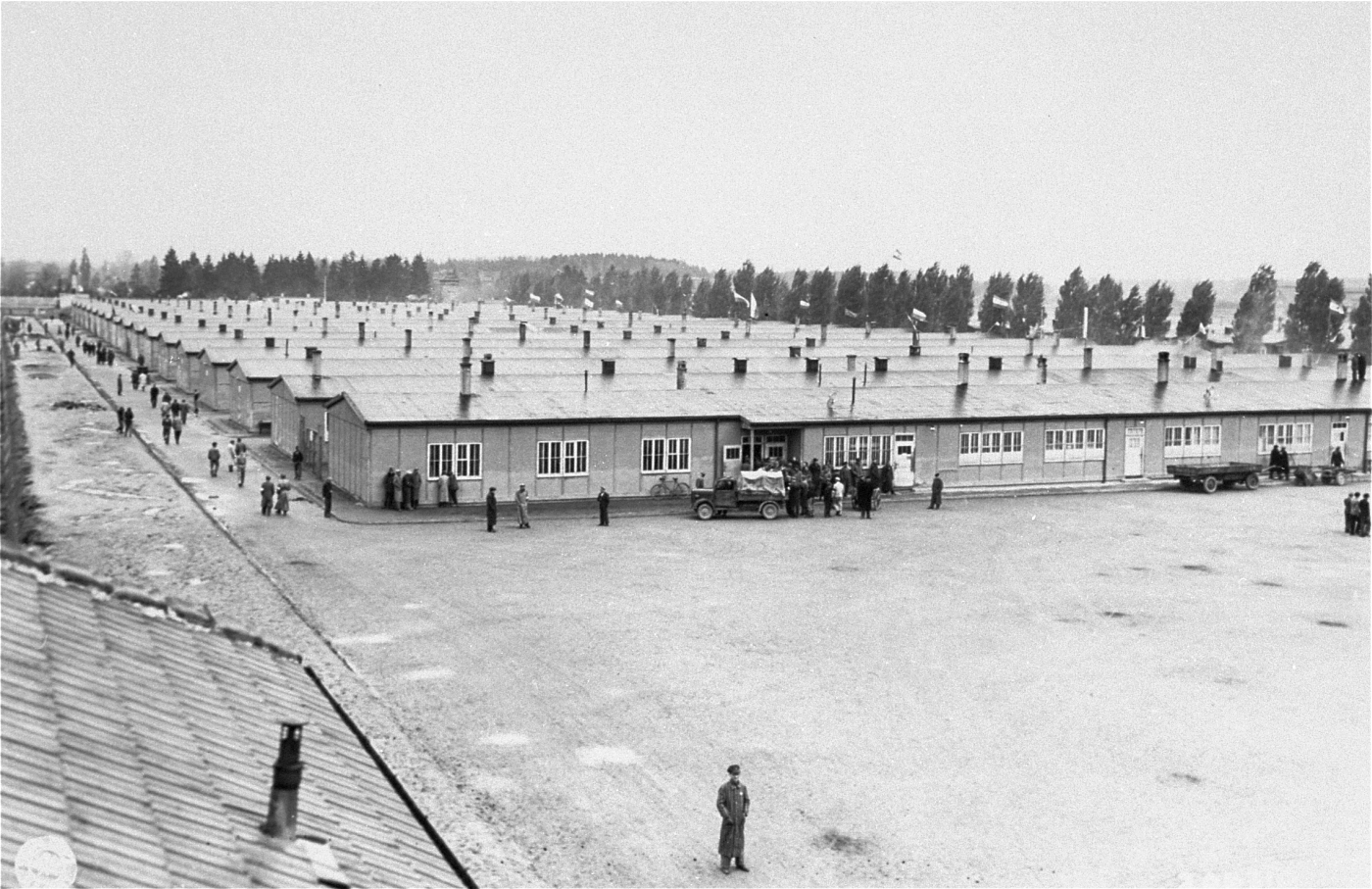
Бараки Дахау
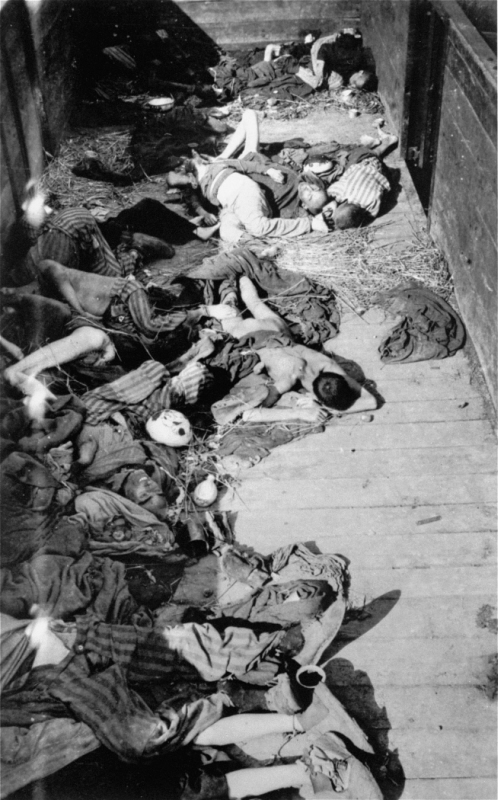
Трупи у вагоні смерті, що привозив ув'язнених до Дахау
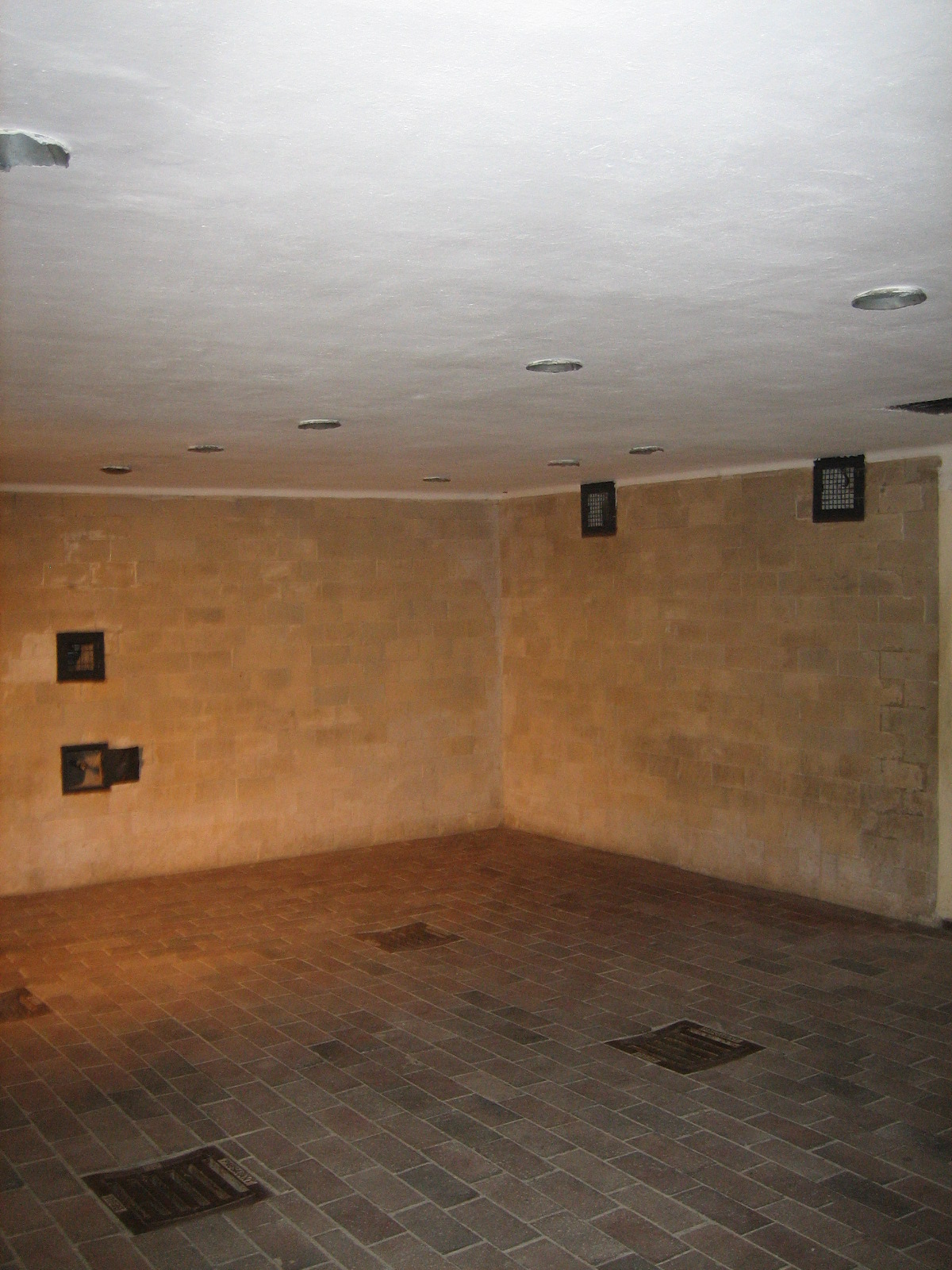
Газова камера Дахау
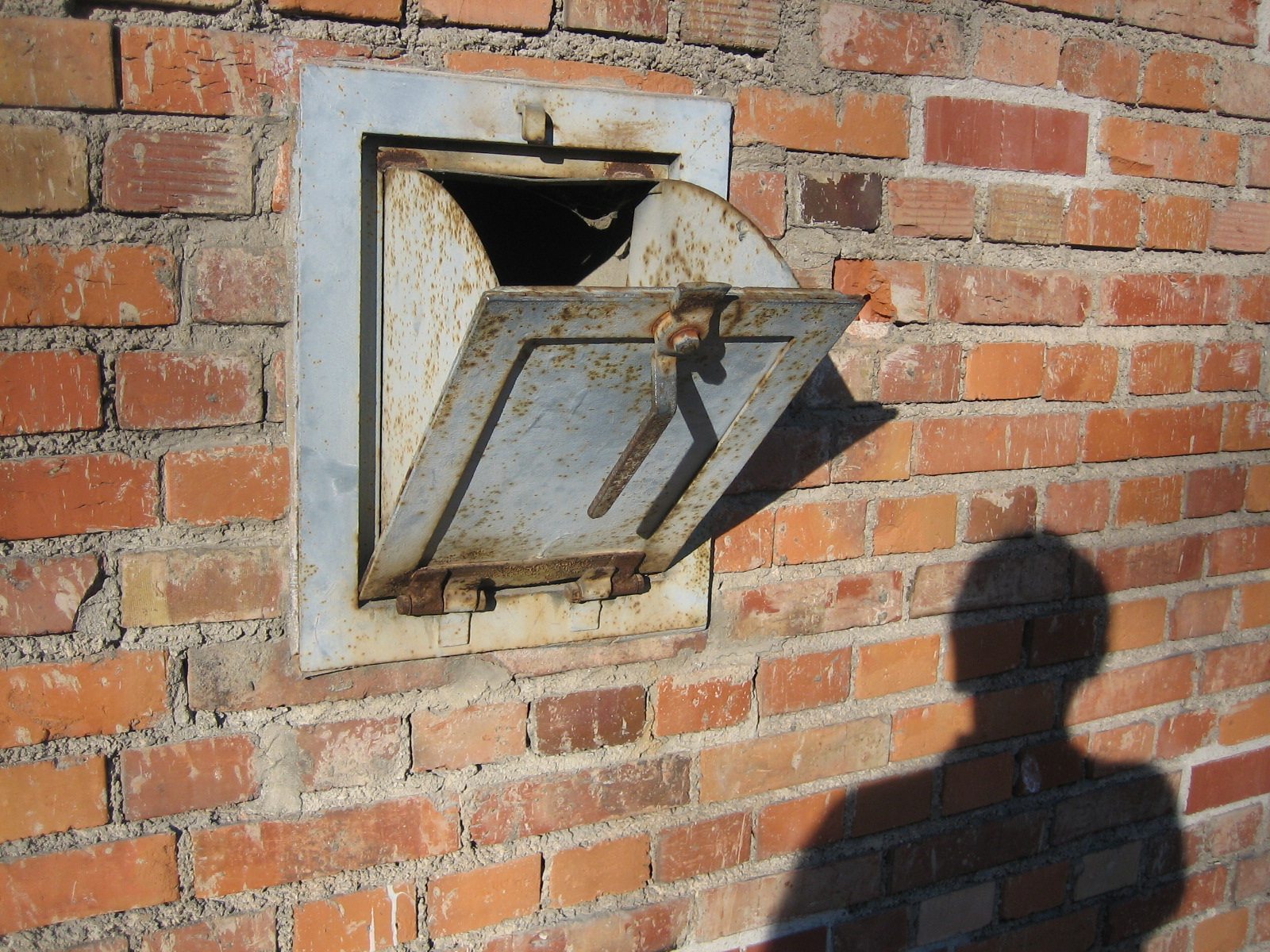
Персонал у протигазах розкривав консервні банки, закидав у вентиляційні люки абсорбційний матеріал Циклон Б і закривав їх. Газ надходив через вентиляцію в камери
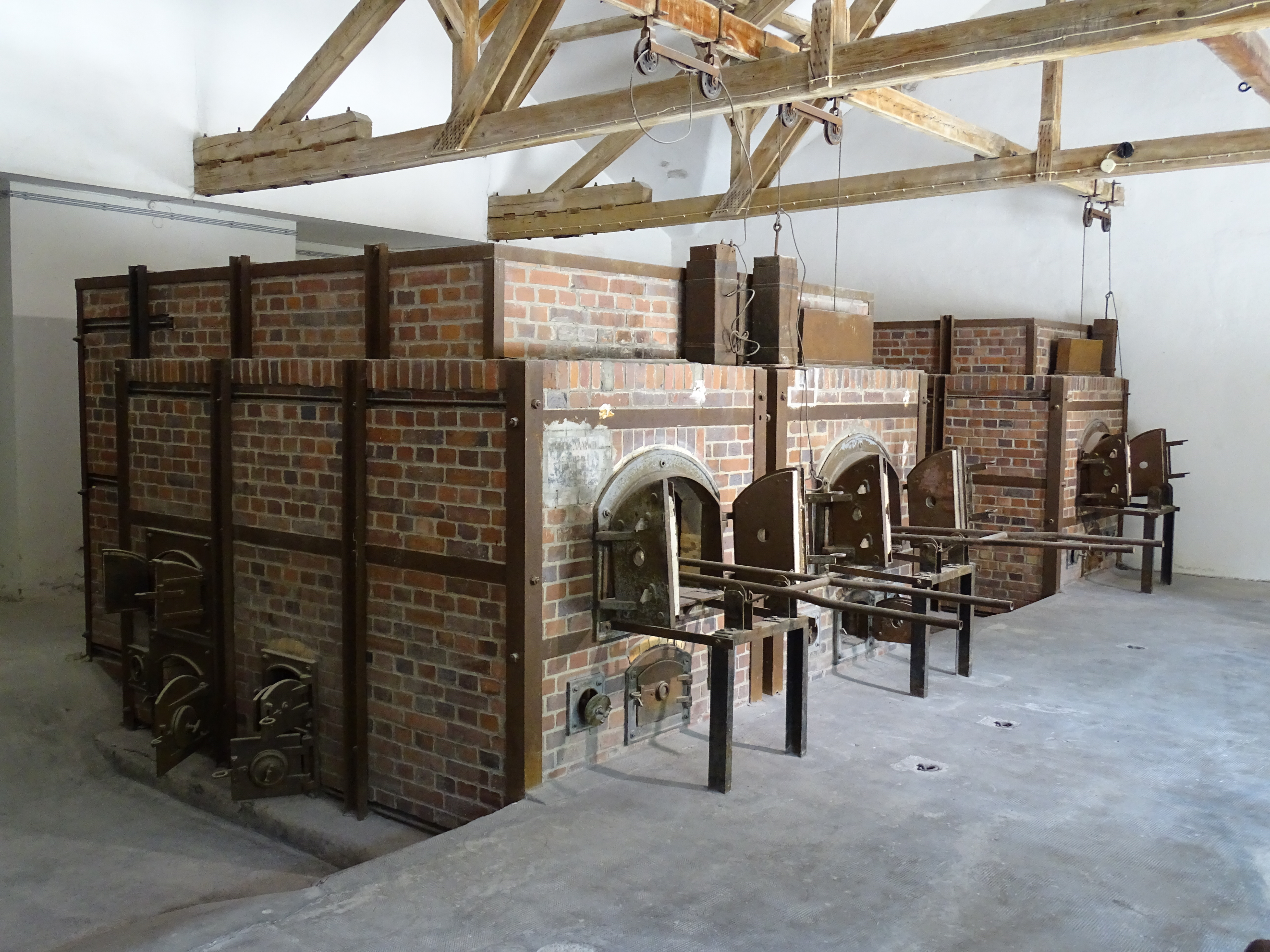
Табірний крематорій. Частина експозиції
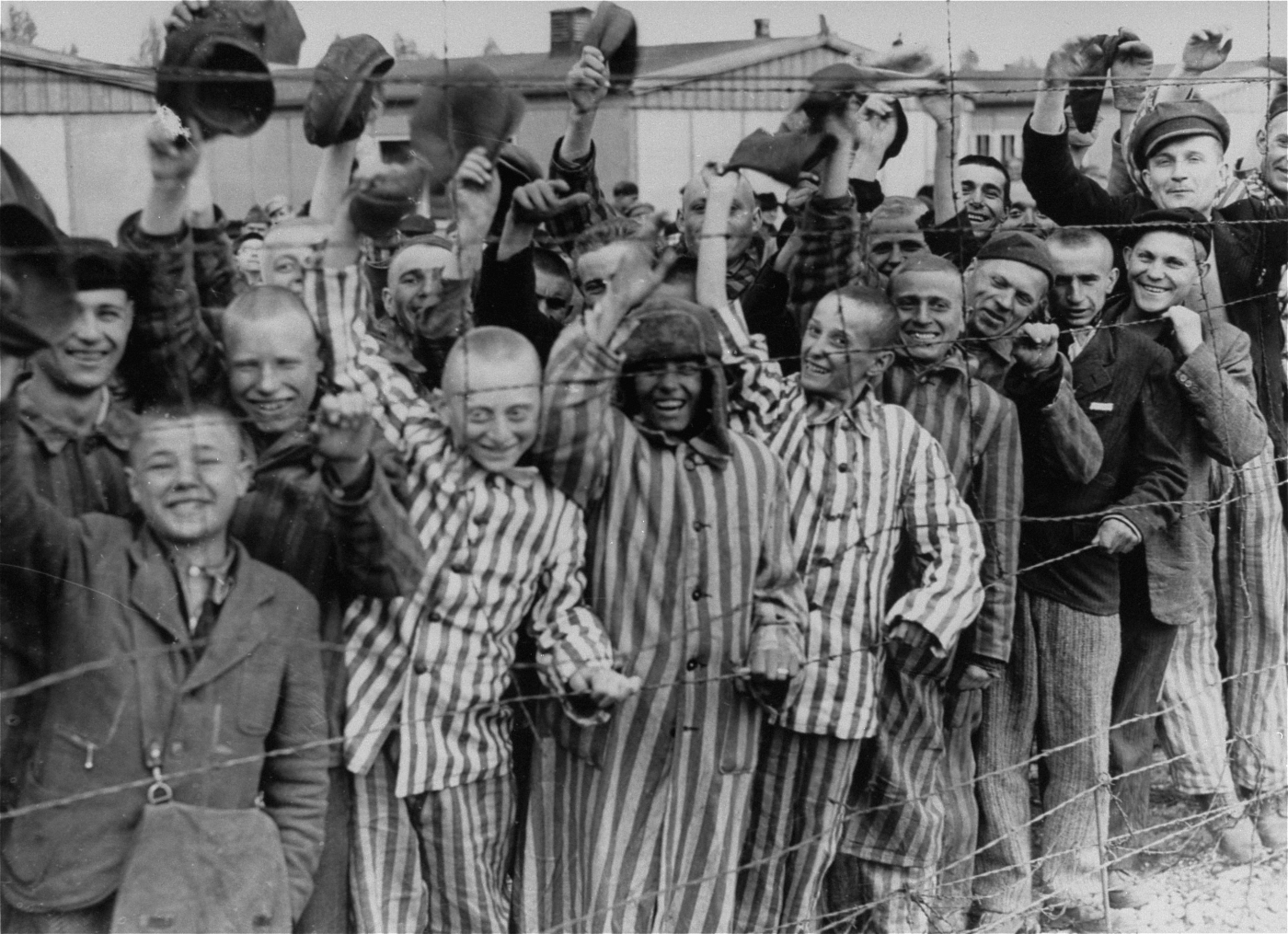
В'язні Дахау під час звільнення американцями
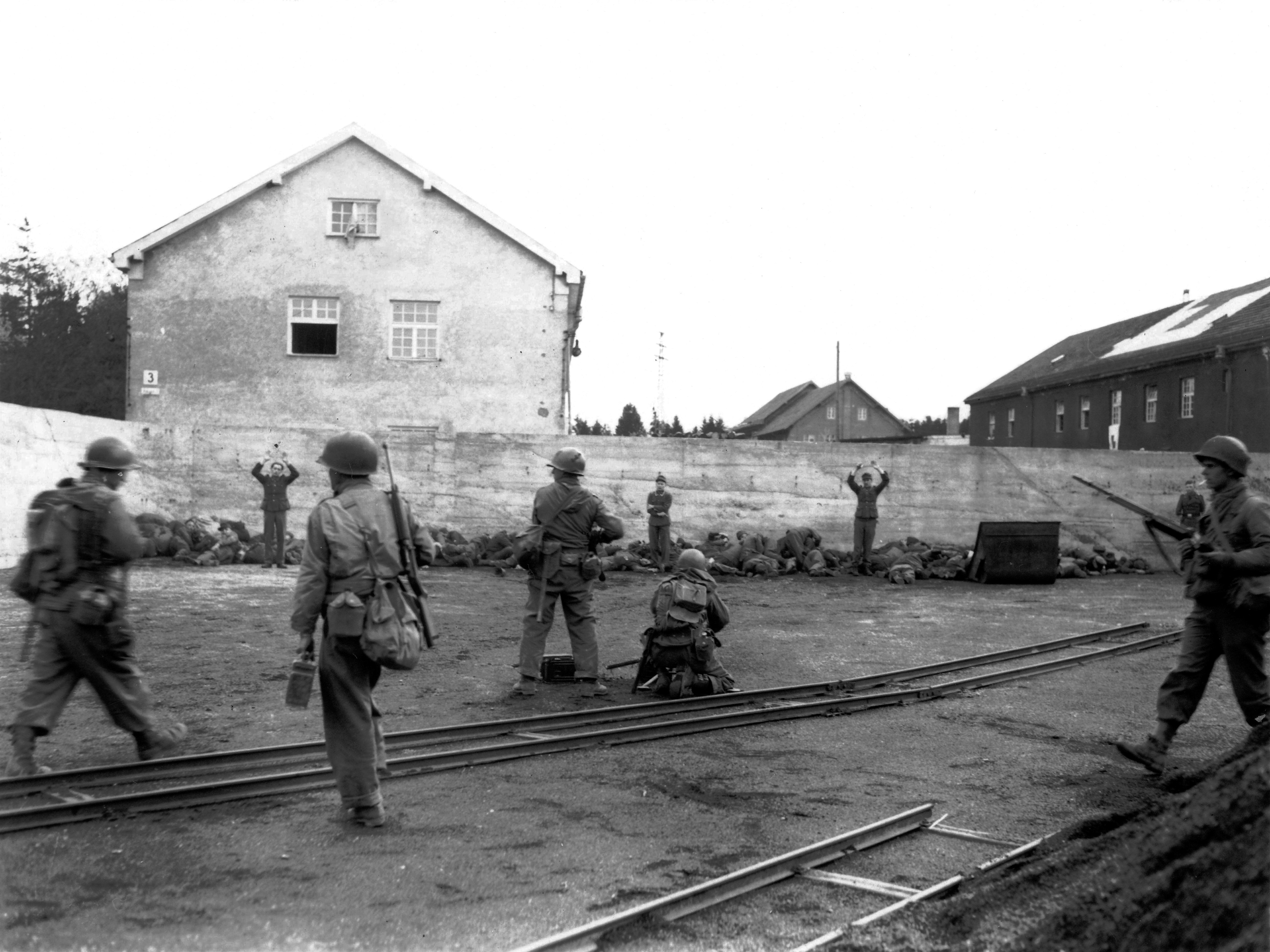
Розстріл американцями німецьких солдатів